# Domino Day
Domino Day (El Día del Dominó) es un evento que se emite como un programa especial de televisión y se realiza anualmente. Una colorida exhibición de miles de fichas de dominó que se acomodan para realizar un efecto dominó gigante, comenzó en 1986 en los Países Bajos. Desde su creación, la empresa encargada del evento Domino Domain organiza, prepara y monta este espectáculo. El encargado de dirigirlo es Robin Paul Weijers, conocido como «Mr. Dominó», que en total lleva diez récords en esta modalidad.
Las fichas son situadas por jóvenes de entre dieciocho y treinta y cinco años, formando desde dibujos planos hasta formas tridimensionales, incluyendo "paseos" por el aire o por el agua, hasta espectaculares acrobacias y estructuras.
El objetivo de cada exhibición es superar el récord de fichas caídas, que va aumentando cada año. También es retransmitido por una gran cantidad de televisiones europeas. En España lo retransmite cada año Antena 3, también lo suele reponer varias veces. Todas las veces que se ha retransmitido ha tenido una excelente acogida de la audiencia. Los comentarios de este show los dos últimos años han sido de Carlos Sobera, años anteriores se encargó de ello Constantino Romero.

## Récords
A continuación se detallan los diferentes Domino Day que se han realizado.
| Fecha           | Año  | Tema                                                     | Lugar                    | Resultado     | Caídas    | Total     |
| --------------- | ---- | -------------------------------------------------------- | ------------------------ | ------------- | --------- | --------- |
| 27 de diciembre | 1986 | KLM Domino World Record                                  | Lisse, Países Bajos      | Conseguido    | 755.836   | 1.250.000 |
| 2 de enero      | 1988 | Europe in Domino                                         | Rosmalen, Países Bajos   | Conseguido    | 1.328.101 | 1.500.000 |
| 28 de agosto    | 1998 | Domino D-Day: Visionland                                 | Leeuwarden, Países Bajos | Conseguido    | 1.605.757 | 2.300.000 |
| 5 de noviembre  | 1999 | Domino Day: Europa ohne Grenzen                          | Zuidlaren, Países Bajos  | Conseguido    | 2.472.480 | 2.500.000 |
| 31 de diciembre | 1999 | Equipo de China & Japón *                                | Pekín, China             | Conseguido    | 2.751.518 | 3.000.000 |
| 3 de noviembre  | 2000 | Domino Day: action-Reaction                              | Zuidlaren, Países Bajos  | Conseguido    | 2.977.678 | 3.112.000 |
| 31 de diciembre | 2000 | Equipo de China, Japón y Corea del Sur *                 | Pekín, China             | Conseguido    | 3.407.535 | 3.500.000 |
| 16 de noviembre | 2001 | Domino Day: Bridging the World                           | Maastricht, Países Bajos | Conseguido    | 3.540.562 | 3.750.000 |
| 14 de noviembre | 2002 | Domino Day: Expressions for Millions                     | Leeuwarden, Países Bajos | Conseguido    | 3.847.295 | 4.000.000 |
| 12 de noviembre | 2004 | Domino Day: The Challenge                                | Leeuwarden, Países Bajos | Conseguido    | 3.992.397 | 4.250.000 |
| 18 de noviembre | 2005 | Domino Day: Domino Theatre of Eternal Stories            | Leeuwarden, Países Bajos | Conseguido    | 4.002.136 | 4.321.000 |
| 17 de noviembre | 2006 | Domino Day: Music in Motion                              | Leeuwarden, Países Bajos | Conseguido    | 4.079.381 | 4.400.000 |
| 16 de noviembre | 2007 | Domino Day: Falling into the Life                        | Leeuwarden, Países Bajos | No conseguido | 3.671.465 | 4.500.000 |
| 14 de noviembre | 2008 | Domino Day: Celebrating 10 years of Domino Day           | Leeuwarden, Países Bajos | Conseguido    | 4.345.027 | 4.500.000 |
| 13 de noviembre | 2009 | Domino Day: The World in Domino - The Show with the Flow | Leeuwarden, Países Bajos | Conseguido    | 4,491,863 | 4,800,000 |

* No es un Domino Day oficial.

## ¿Por qué no se volvió a hacer?
La productora de Domino Day no realizó ninguna edición oficial desde el año 2009 debido a problemas financieros, el 3 de febrero de 2020 mediante una publicación hecha en Instagram por la productora EndemolShine Nederland dijo que regresaría el programa tras la demanda de los televidentes del evento que estuvo desaparecido por más de una década, pero debido a la Pandemia de COVID-19 se tuvo que postergar varias veces y al final no se pudo realizar en 2020, así dejando el Récord Guiness de 4,491,863 fichas de dominó caídas durante el evento de Leeuwarden, Países Bajos en 2009.
Hay usuarios en Internet y redes sociales que intentan hacer caer dominos de manera artística y masiva exactamente como en el evento del Domino Day, principalmente en videos de YouTube como por ejemplo los videos del canal Hevesh5 en donde hizo un video con 250,000 fichas de dominó caídas